# تلمچی
شهر تلمچی (به رومانیایی: Tălmaciu) در شهرستان سیبیو در کشور رومانی واقع شده‌است. جمعیت این شهر ۹٬۱۴۷ نفر  است.

## نگارخانه

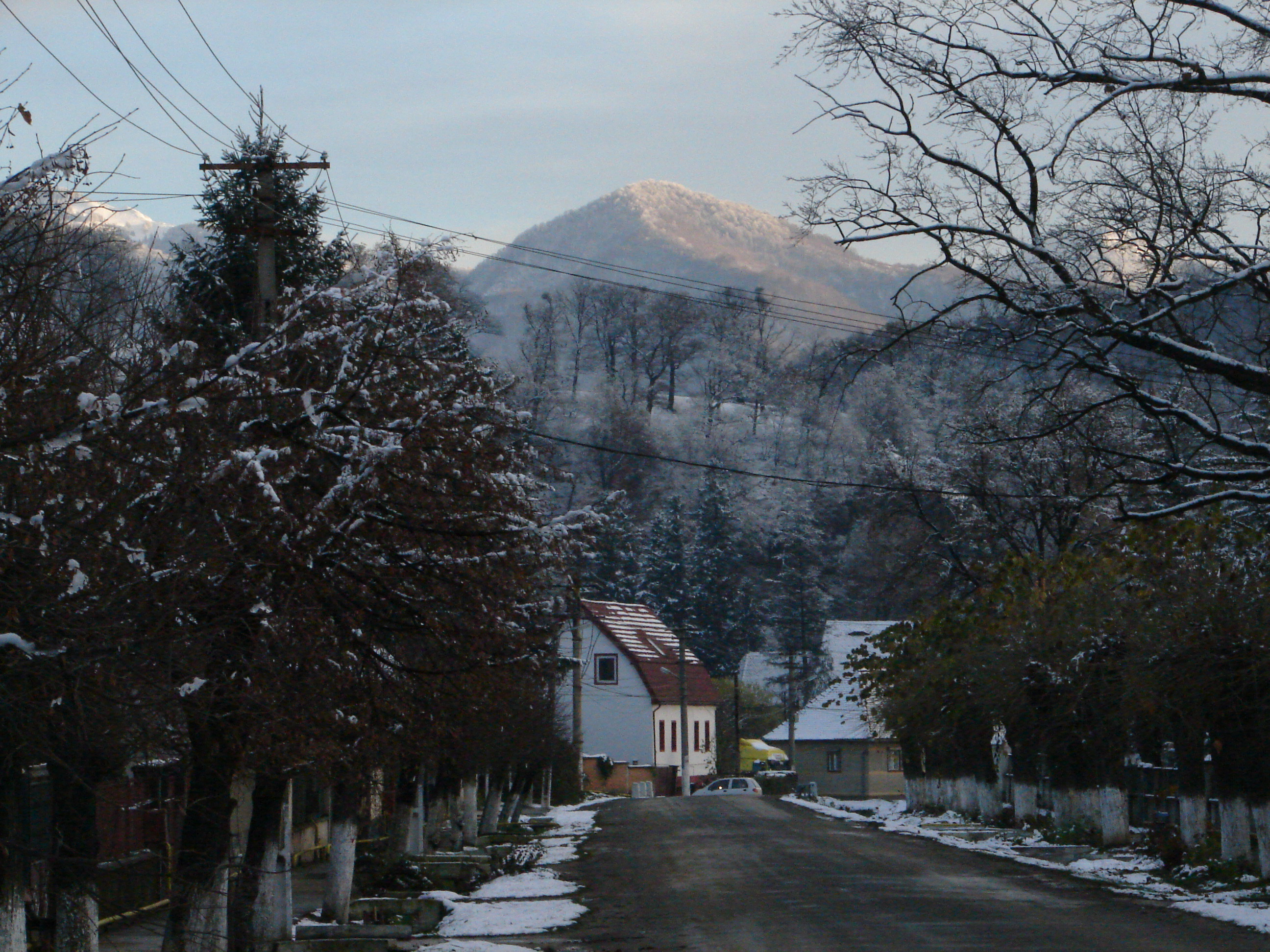
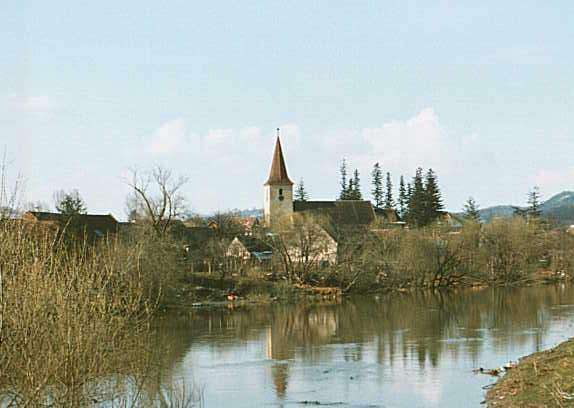